# Gewone spinselbladwesp
De gewone spinselbladwesp (Acantholyda hieroglyphica) is een vliesvleugelig insect uit de familie van de spinselbladwespen (Pamphiliidae). De wetenschappelijke naam van de soort is voor het eerst geldig gepubliceerd in 1791 door Christ.